# 1972 au Yukon
Chronologie du Yukon
- 1968
- 1969
- 1970
- 1971
- 1972
- 1973
- 1974
- 1975
- 1976

Cette page concerne des événements d'actualité qui se sont produits durant l'année 1972 dans le territoire canadien du Yukon.

## Politique
- Commissaire : James Smith (en)
- Législature : 22e

## Événements
- 30 octobre : Le PLC remporte difficilement l'élection fédérale et Pierre Trudeau devra composer un gouvernement minoritaire. Dans la circonscription du territoire du Yukon, Erik Nielsen du progressiste-conservateur devient le premier député fédéral à être réélu pour un septième mandat, battant ainsi le record de George Black, face au libéral Donald William Branigan, du néo-démocrate William Harvey Kent et le candidat indépendant Rainer Giannelia.

## Naissances
- Angélique Bernard, première franco-yukonnaise à être commissaire du Yukon.